# دهستان قهاب رستاق
دهستان قهاب رستاق یکی از دهستان‌های شهرستان دامغان در استان سمنان ایران است. این دهستان در بخش امیرآباد جای دارد. بر اساس سرشماری سال ۱۳۸۵، جمعیت این دهستان ۴٬۳۶۳ نفر (۱٬۱۸۹ خانوار) بوده است.
مرکز این دهستان، روستای فرات است و دیگر روستاهای مهم مسکونی آن از این قرارند:
- حسن آباد - کبوترخان
- معلمان
- فخرآباد
- قاسم‌آباد
- علیان
- شیمی
- کلو
- کوه زر
- توچاه
- حسینیان
- رشم
- سلطانیه
- صلح آباد
- خورزان
- شریف‌آباد